# Kathleen Thelen
Kathleen Thelen (1956) es una científica política estadounidense. Es profesora de Ciencia Política en el Instituto de Massachusetts de Tecnología (MIT), y miembro permanente del Instituto de Planck del Max para el Estudio de Sociedades (MPIfG), y una socia facultada en el Centro para Estudios europeos (CES) en la Universidad de Harvard. 
Es conocida por su investigación en instituciones político-económicas, así como en entornos para entender la estabilidad y los cambios institucionales. Es influyente en el campo del institucionalismo histórico.

## Educación
Recibió su título de Bachillerato Universitario en la Universidad de Kansas. Durante su tiempo en la Universidad de Kansas, pasó un año estudiando en el extranjero, en Múnich, Alemania; su experiencia en Alemania le llevó a cambiar su grado hacia Ciencia Política Inglesa. Obtuvo un Máster Universitario y un Doctorado en la Universidad de California, Berkeley. Durante su tiempo en la U.C. Berkeley, recibió influencia de otros miembros facultados como John Zsyman, Gregory Luebbert, Ernst Haas, Reinhard Bendix, y Harold Wilensky, así como por sus amigos estudiantes de posgrado Jonas Pontusson, Sven Steinmo, Robin Gaster, y Tony Daley. Su tesis de Doctorado fue acerca de relaciones de trabajo en Alemania.

## Carrera
Ella se ha vuelto una autoridad en lo que respecta a los orígenes y la evolución político-económica de las instituciones en democracias ricas. Ella es una de las politólogas más citadas en este tema.
Thelen completó y publicó su primer libro, “Unión de Partes”, siendo Profesora Ayudante en la Universidad de Princeton en 1991. A través del análisis de relaciones de trabajo en Alemania entre el 1970 y 1980, identificó la interacción en negociaciones centralizadas y Concejos del trabajo en Alemania, como la base institucional para negociaciones justas y pacíficas, en medio de economías radicales y políticas de cambio.
Después de trasladarse a la Universidad de Northwestern en 1994, Thelen escribió un artículo de única autoría, titulado “Institucionalización histórica en Política Comparativa,” para el Anuario de Ciencia Política. El artículo instantáneamente se convirtió en un clásico, y ha sido citado por becarios más de 6.000 veces.
En "How Institutions Evolve" (Cómo evolucionan las instituciones) (2004), Thelen examina las variaciones de los asentamientos en los inicios del siglo XIX de empleadores, trabajadores especializados, artesanos y los primeros sindicatos. Ella encontró que los efectos de esos asentamientos iban en incrementos, y que solo podían ser entendidos si tienen sentido los tipos específicos de cambio gradual a largo plazo. Por ejemplo, descubrió que la Ley Alemana de Protección de la Artesanía de 1897, originalmente diseñada para apuntalar el apoyo a la clase artesanal reaccionaria, era una causa histórica en el sistema de entrenamiento vocacional de Alemania. El libro co-recibió el Premio American Political Science Association de la Fundación Woodrow Wilson al mejor libro publicado en 2004 sobre gobiernos, política o asuntos internacionales.
Thelen se retiró de la Universidad de Northwestern al MIT en 2009. En 2014, publicó su tercer gran libro, "Variedades de la Liberalización y las Nuevas Políticas de Solidaridad Social”. El libro examina los cambios contemporáneos en las instituciones del mercado laboral en la Estados Unidos, Alemania, Dinamarca, Suecia y el Neerlandés. Si bien confirma una tendencia amplia, compartida y liberalizadora, Thelen encuentra que, de hecho, hay distintas variedades de liberalización asociadas con resultados distributivos muy diferentes. Contrariamente a la sabiduría convencional, su estudio revela que la defensa exitosa de las instituciones tradicionalmente asociadas con el capitalismo coordinado a menudo ha sido una receta para el aumento de la desigualdad debido a la disminución de la cobertura y la dualización. Por el contrario, argumenta que algunas formas de liberalización del mercado laboral son perfectamente compatibles con altos niveles continuos de solidaridad social y, de hecho, pueden ser necesarias para sostenerla. El libro recibió premios tanto en la Asociación Americana de Ciencia Política (APSA), como en la American Sociological Association (ASA).
Thelen ha propuesto un marco para el entendimiento del cambio institucional comprensivo.
Thelen fue elegida por la Academia Estadounidense de las Artes y las Ciencias en 2015 y por la Academia de Ciencias y Humanidades de Berlín-Brandeburgo en 2009. Thelen también fue elegida para ser Presidenta de la Asociación Estadounidense de Ciencia Política (APSA) de 2017 a 2018.

## Reconocimientos
Ha sido galardonada con títulos honoríficos en la Universidad Libre de Ámsterdam (2013), en la Escuela de Economía de Londres (2017), en el Instituto Universitario Europeo en Florencia (2018) y, más recientemente, en la Universidad de Copenaghe (2018).[cita requerida]

## Trabajos
- Unión de Partes: Política Laboral en la Alemania de Posguerra. Ithaca, NY: Cornell University Press, 1991
- Cómo Evolucionan las instituciones: La Economía Política de las Competencias en Alemania, Gran Bretaña, Estados Unidos y Japón. Nueva York: Cambridge University Press, 2004
  - Ganador (2006) del Premio Mattei Dogan al mejor libro publicado en el campo de la investigación comparativa en 2004/2005
  - Co-ganador (2005) del Premio de la Fundación Woodrow Wilson de la Asociación Estadounidense de Ciencia Política como el mejor libro publicado en 2004 sobre gobierno, política o asuntos internacionales.
  - Traducciones en chino y coreano en 2010 (publicadas por Cambridge en colaboración con Shanghai People's Publishing House y Motivebook Publishing House).
- Más allá de la Continuidad: El Cambio Institucional en las Economías Políticas Avanzadas (coeditado con Wolfgang Streeck). Oxford: Oxford University Press, 2005
- Explicando el Cambio Institucional: Ambigüedad, Agencia y Poder (coeditado con James Mahoney). Nueva York: Cambridge University Press, 2010
- Variedades de Liberalización y Nuevas Políticas de Solidaridad Social. Nueva York: Cambridge University Press, 2014
  - Ganador (2015) del Barrington Moore Book Award de la Asociación Estadounidense de Sociología, por el "mejor libro en el área de sociología comparada e histórica”.
  - Co-ganador (2015) del Premio al Mejor Libro de la Sección Organizada de Política y Sociedad Europea de la Asociación Estadounidense de Ciencias Políticas.